# 高知県道19号窪川船戸線
高知県道19号窪川船戸線（こうちけんどう19ごう くぼかわふなとせん）は、高知県高岡郡四万十町から高岡郡津野町に至る県道（主要地方道）である。

## 概要
高岡郡四万十町本町から高岡郡津野町船戸に至る。四万十町役場付近から四万十川沿いに高岡郡中土佐町大野見地区を経て高岡郡津野町へ至る路線であるが、区間の約65 %が非二車線区間である。
起点からしばらくは二車線が確保されている。高岡郡中土佐町大野見地区から高岡郡津野町船戸の終点付近までは、二車線と一車線が交互に現れる。また、船戸付近では基準時間雨量を超えると事前通行規制が敷かれることがある。

### 路線データ
- 起点：高知県高岡郡四万十町本町（国道381号交点）
- 終点：高知県高岡郡津野町船戸（国道197号交点）
- 総延長：17,370 m[注釈 1][1]

## 歴史
- 1993年（平成5年）5月11日 - 建設省から、県道窪川船戸線が窪川船戸線として主要地方道に指定される[2]。

## 路線状況

### バイパス
- 岩土第1工区

津野町岩戸地区で、桑ヶ市トンネル（延長161 m、幅員9.75 m）を含むバイパス道路が、2011年（平成23年）度に供用を開始した。このバイパスの完成により、旧区間2,170 mの狭隘な道路が、二車線確保された約800 mに短縮された。
- 岩土第2工区

津野町桑ケ市地区で、岩土トンネル（延長521 m）を含むバイパス道路（延長700 m）が、2021年（令和3年）1月15日に開通。

### 重複区間
- 高知県道323号作屋影野停車場線（高岡郡四万十町七里 地内）

### 道路施設

#### トンネル
- 呼坂トンネル：延長153 m、1988年（昭和63年）、高岡郡四万十町
- 桑ヶ市トンネル：延長161 m、2011年（平成23年）竣工、高岡郡津野町
- 岩土トンネル：延長521 m[3]、2020年（令和2年）竣工、高岡郡津野町

## 地理

### 通過する自治体
- 高岡郡四万十町
- 高岡郡中土佐町
- 高岡郡津野町

### 交差する道路
| 交差する道路                               | 市町村名 | 市町村名 | 交差する場所   | 交差する場所 |
| ------------------------------------------ | -------- | -------- | -------------- | ------------ |
| 国道381号                                  | 高岡郡   | 四万十町 | 本町           | 起点         |
| 高知県道324号七里仁井田線                  | 高岡郡   | 四万十町 | 七里           |              |
| 高知県道323号作屋影野停車場線 重複区間起点 | 高岡郡   | 四万十町 | 七里           |              |
| 高知県道323号作屋影野停車場線 重複区間終点 | 高岡郡   | 四万十町 | 七里           |              |
| 高知県道319号奈路土佐久礼停車場線          | 高岡郡   | 中土佐町 | 大字大野見吉野 |              |
| 高知県道317号荻中須崎線                    | 高岡郡   | 中土佐町 | 大字大野見大股 |              |
| 国道197号                                  | 高岡郡   | 津野町   | 船戸           | 終点         |

### 交差する鉄道
- 土讃線

### 沿線
- 四万十町本庁西庁舎
- JR四国土讃線・予土線・土佐くろしお鉄道中村線 窪川駅
- 窪川郵便局
- 四国八十八箇所霊場 第三十七番札所岩本寺